# Marie Kurková
Marie Kurková (ur. 20 maja 1996 w Opawie) – czeska siatkarka, grająca na pozycji rozgrywającej. Od sezonu 2018/2019 gra i uczy się w University of Nebraska.

## Sukcesy klubowe
Mistrzostwo Czech:
- 2015